# Joaquim da Dinamarca
Joaquim da Dinamarca, Conde de Monpezat (nascido Joaquim Holger Valdemar Cristiano, em dinamarquês: Joachim Holger Waldemar Christian; Copenhague, 7 de junho de 1969) é um aristocrata e membro da família real dinamarquesa por ser o filho mais novo da rainha Margarida II e de seu marido, o príncipe Henrique de Laborde de Monpezat. É o quinto na linha de sucessão ao trono dinamarquês, atrás de seus sobrinhos Cristiano, Isabel, Vicente e Josefina, filhos de seu irmão, o rei Frederico X.
É casado em segundas núpcias com com Marie Cavallier e tem quatro filhos, dois do primeiro casamento e dois do segundo.  Mora, desde 2019, como a família na França, onde trabalha como adido de Defesa na Embaixada Dinamarquesa na França. Sua residência oficial na Dinamarca é o Castelo de Schackenborg.

## Infância e juventude

### Nascimento e batismo
O príncipe Joaquim nasceu em 7 de junho de 1969 no Rigshospitalet, parte do Hospital Universitário de Copenhague, em Copenhague. Ele foi batizado de Joaquim Holger Valdemar Cristiano (Joaquim Holger Waldemar Christian) em 15 de julho de 1969 na Catedral de Århus, o primeiro membro da família real a ser batizado fora de Copenhague. Seus padrinhos foram sua tia materna, a princesa Benedita da Dinamarca; seu tio paterno, Jean Baptiste de Laborde de Monpezat; a prima de sua mãe, a princesa Cristina da Suécia; e o rei Haroldo (então príncipe herdeiro da Noruega).

### Educação
O príncipe Joachim frequentou a escola como aluno particular de 1974 a 1976 no Palácio de Amalienborg e depois de 1976 a 1982 na Krebs' Skole em Copenhague. No período de 1982 a 1983, o príncipe estudou como interno na École des Roches, na Normandia, França. Em 1986, o príncipe se formou no Øregård Gymnasium. Em 1993, completou seus estudos em economia agrária na Den Classenske Agerbrugskole Næsgaard. A primeira língua do príncipe é o dinamarquês, mas ele também fala francês (a língua de seu pai), inglês e alemão.

## Serviço militar
Joaquim começou a sua educação militar em 1987, quando era um recruta no Queen's Life Guard Regiment (Regimento da Guarda Real da Rainha). Em 1988, foi nomeado sargento e em 1989 seguiu-se como tenente da reserva. Depois de ter sido nomeado tenente, o príncipe Joaquim serviu como comandante de um esquadrão de tanques no Prince's Regiment, de 1989 a 1990. Em 1990, foi nomeado primeiro-tenente de reserva e, em 1992, após ter concluído uma formação avançada de nível I para oficiais da reserva (VUT I), foi nomeado capitão da reserva. De 1996 a 2004, atuou com o esquadrão como comandante de um esquadrão de tanques na defesa da reserva no Prince's Regiment. 
A partir de 2005, passou a integrar o estado-maior da Divisão Dinamarquesa como major da reserva e foi nomeado como tenente-coronel da reserva em 2011, após o que foi designado chefe do Grupo de Oficiais de Ligação na Região de Defesa Total Fyn, Syd e Sønderjylland. Em abril de 2015, o Príncipe Joachim foi nomeado coronel da reserva do Exército e assumiu uma posição como assessor especial na Defesa. Em 2019 se mudou para a França para fazer um curso militar na École Militaire em Paris, após o que foi nomeado adido militar. Em meados dos anos 2010, Joaquim passou a focar sua carreira na área militar, tendo se tornado coronel em 2015. Em 2019, se mudou para a cidade de Paris na França, para fazer um curso militar na École Militaire. Logo após o seu treinamento, ele assumiu um posto como adido de Defesa na Embaixada da Dinamarca em Paris.

## Carreira
A fim de alcançar experiência na área empresarial agrícola e florestal, o príncipe trabalhou para a AP Møller Maersk Group, em Hong Kong, e na França, entre os anos de 1993 e 1995. Nos anos 2000, aproveitando sua experiência com agricultura, exerceu atividades agrícolas e de restauração no Castelo de Schackenborg, de sua propriedade.

## Deveres reais
O príncipe possui a qualidade de Príncipe Regente, podendo assumir a regência da Dinamarca em caso de necessidade. Ele costumava representar a família real dinamarquesa em diversos eventos, no entanto, a sua participação na agenda foi ficando menor nos anos 2010. Segundo a imprensa, ele tinha algumas desavenças com o irmão mais velho, o príncipe Frederico. Além disto, o seu afastamento, concretizado com a sua mudança para a França, também indicava que a família real dinamarquesa estava se preparando para a ascensão de Frederico ao trono. Após um período trabalhando como Adido de Defesa na Embaixada da Dinamarca em Paris, o Joaquim assumiu o novo cargo no Ministério da Defesa em 1º de setembro de 2023 como Adido da Indústria de Defesa na Embaixada da Dinamarca em Washington, D.C. Seu trabalho, conforme relatado pelo Tribunal Dinamarquês, consistirá em “ajudar nos próximos anos a fortalecer a cooperação da indústria de defesa com os Estados Unidos e o Canadá”. 

## Casamentos e filhos

### Primeiro casamento
Em 18 de novembro de 1995, na Igreja do Palácio de Frederiksborg em Hillerød, perto de Copenhague, Joaquim casou-se com Alexandra Christina Manley, ex-vice-chefe executiva de vendas e marketing nascida em Hong Kong, de ascendência inglesa, chinesa e austríaca. O casal teve dois filhos, o conde Nicolau e o conde Felix. O casal anunciou a separação em 16 de setembro de 2004; o divórcio foi definitivo em 8 de abril de 2005. O casal compartilhou a custódia dos filhos até a maioridade deles. Alexandra recebeu o título de Condessa de Frederiksborg e foi autorizada a manter o título de cortesia de princesa enquanto se aguarda um novo casamento. Posteriormente, ela se casou novamente e perdeu o título real, mas manteve o título de condessa. Ela continua morando na Dinamarca.

### Segundo casamento
Em 3 de outubro de 2007, a corte dinamarquesa anunciou o noivado do príncipe Joaquim com a francesa Marie Cavallier. O casamento ocorreu em 24 de maio de 2008 e Marie tornou-se princesa da Dinamarca, com o tratamento de "Sua Alteza Real" oficialmente. A data do casamento marcou o 73º aniversário do casamento dos avós de Joaquim, o rei Frederico IX e a rainha Ingrid. O casal teve dois filhos, o conde Henrique e a condessa Atena. Os quatro filhos de Joaquim perderam o tratamento de "Sua Alteza Real" em 1º de janeiro de 2023, todos os seus quatro filhos são conhecidos como "Sua Excelência Conde/Condessa de Monpezat". Eles não possuem mais nenhum título principesco. O príncipe expressou sua tristeza pela decisão de sua mãe de fazer essa mudança.

## Interesses
Joaquim gosta de corridas históricas de automóveis esportivos e participou várias vezes do Grande Prêmio Histórico de Copenhague. Em 2019, Joaquim apresentou a série documental Prins Joachim Fortæller para a Danmarks Radio. Na série de seis partes que ele também co-produziu, Joachim investiga as ideias e eventos que moldaram a história da Dinamarca.

## Saúde
Em agosto de 2020, a Casa Real anunciou que Joaquim tinha tido um AVC, mais especificamente um coágulo cerebral. Ele foi operado, se recuperou bem e voltou, cerca de um mês depois, a seu trabalho na França.

## Títulos, honrarias e patronagens

Royal Monogram of Prince Joachim of Denmark.svg

### Títulos e estilos
- 07 de junho de 1969 - 29 de abril de 2008: Sua Alteza Real Príncipe Joaquim da Dinamarca
- 29 de abril de 2008 - presente: Sua Alteza Real o Príncipe Joaquim da Dinamarca, Conde de Monpezat

### Patentes militares
Dinamarca
- 1988: Sargento
- 1989: Segundo-tenente da reserva
- 1990: Primeiro Tenente da reserva
- 1992: Capitão da reserva
- 2005: Major da reserva
- 2011: Tenente-Coronel da reserva
- 2015: Coronel da reserva
- 2020: Brigadeiro General[12]

### Honras

#### Nacional
Encomendas e compromissos
- 14 de janeiro de 2004: Cavaleiro da Ordem do Elefante (R.E.)
- 16 de abril de 2004: Grande Comandante da Ordem de Dannebrog (S.Kmd.)

Medalhas e condecorações
- Medalha de Aniversário de Prata da Rainha Margarida II e do Príncipe Henrique (10 de junho de 1992)
- Medalha do Jubileu de Prata de Sua Majestade a Rainha (14 de janeiro de 1997)
- Medalha Comemorativa do 75º Aniversário de Sua Alteza Real o Príncipe Consorte (11 de junho de 2009)
- Medalha Comemorativa do 70º Aniversário de Sua Majestade a Rainha (16 de abril de 2010)
- Medalha Comemorativa do Jubileu de Rubi de Sua Majestade a Rainha (14 de janeiro de 2012)
- Medalha Comemorativa do 75º Aniversário de Sua Majestade a Rainha (16 de abril de 2015)
- Medalha de Aniversário de Ouro da Rainha Margarida II e do Príncipe Henrique (10 de junho de 2017)
- Medalha Comemorativa do Príncipe Henrik (11 de junho de 2018)
- Medalha Comemorativa do 80º Aniversário de Sua Majestade a Rainha (16 de abril de 2020)
- Medalha Comemorativa do Jubileu de Ouro da Rainha Rainha Margarida II (14 de janeiro de 2022)

### Estrangeiro
- Bélgica: Grã-Cruz da Ordem da Coroa
- Brasil: Grã-Cruz da Ordem do Cruzeiro do Sul[13]
- Bulgária: Primeira Classe da Ordem das Montanhas Balcânicas (2006)
- Finlândia: Grã-Cruz da Ordem da Rosa Branca da Finlândia
- France: Grande Oficial da Ordem da Legião de Honra
- Alemanha: Grã-Cruz 1ª Classe da Ordem do Mérito da República Federal da Alemanha
- Grécia: Grã-Cruz da Ordem da Fênix[14]
- Islândia: Grã-Cruz da Ordem do Falcão[15]
- Japão: Cavaleiro Grande Cordão da Ordem do Crisântemo
- Jordan: Grande Cordão da Ordem Suprema da Renascença
- Luxemburgo: Grã-Cruz da Ordem de Adolfo de Nassau
- México: Faixa da Ordem da Águia Asteca
- Nepal: Membro da Ordem dos Três Poderes Divinos (13 de outubro de 1989)
- Holanda: Grã-Cruz da Ordem da Coroa (17 de março de 2015)
- Noruega: Grã-Cruz da Ordem de Santo Olavo
- Romênia: Grã-Cruz da Ordem da Estrela da Romênia
- Espanha: Cavaleiro da Grã-Cruz da Ordem do Mérito Civil (24 de outubro de 2023)[16]
- Suécia: Comandante Grã-Cruz da Ordem da Estrela Polar